# Gedenkstätte Silberbergtunnel

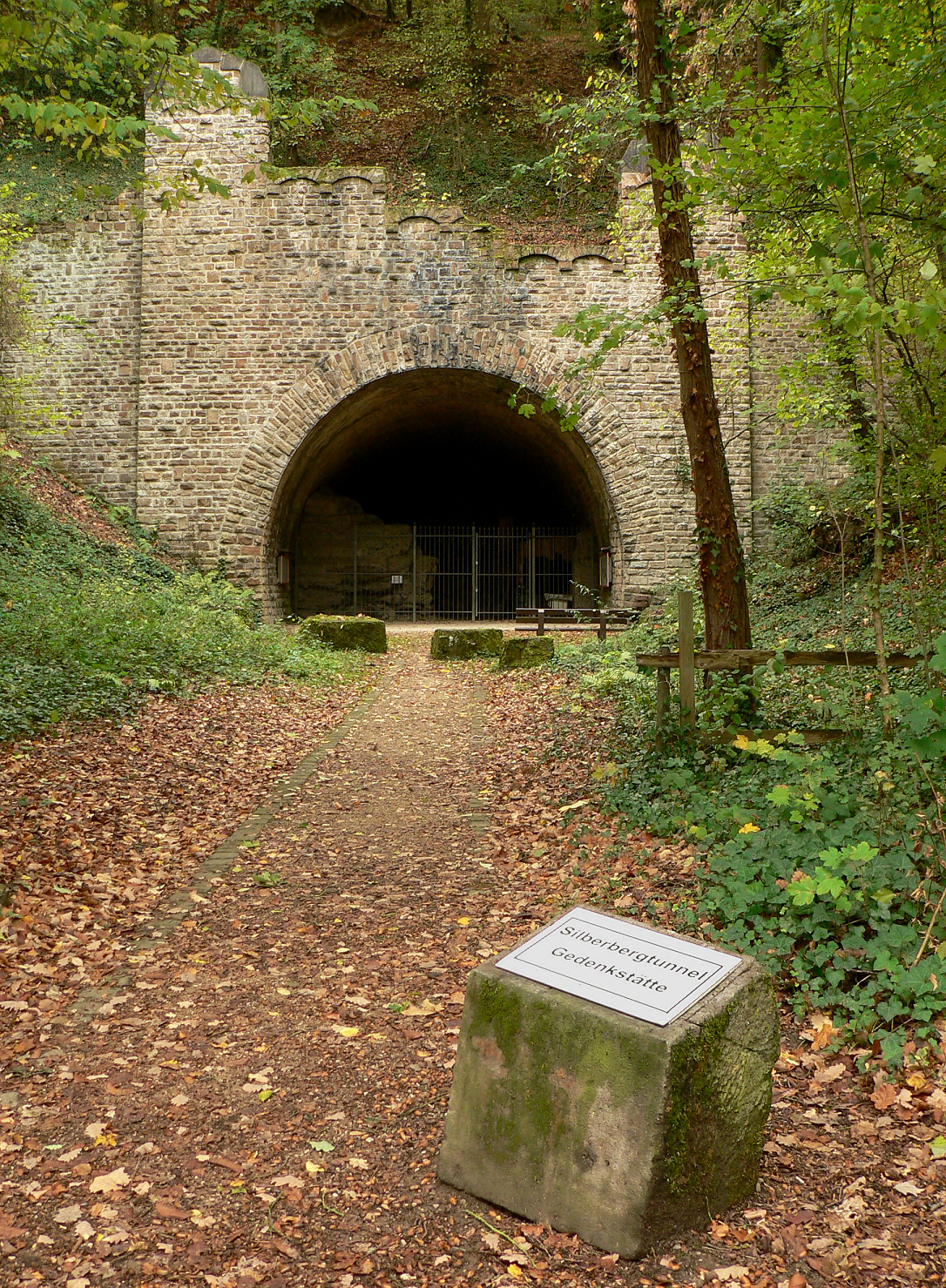
Die Gedenkstätte Silberbergtunnel im Ostportal des Silberbergtunnels (2018)

Die Gedenkstätte Silberbergtunnel ist eine Gedenkstätte bei Bad Neuenahr-Ahrweiler in Rheinland-Pfalz. Sie erinnert daran, dass gegen Ende des Zweiten Weltkriegs der  Silberbergtunnel bis zu 2500 Menschen Schutz vor alliierten Bombenangriffen bot.

## Beschreibung
Die Gedenkstätte befindet sich im Ostportal des durch den Silberberg führende Silberbergtunnels. Die als kleines Freilichtmuseum gestaltete Stätte wurde am 3. Juli 2004 durch den Heimatverein Alt-Ahrweiler eröffnet. Zuvor hatte der Heimatverein den zugewucherten Tunneleingang freigelegt, ebenso Teile der „Stadt im Berg“, und am Tunneleingang einige der früheren Hütten nachgebaut. Die Gedenkstätte ist durch Spenden aus der Bevölkerung finanziert. Sie liegt am Rotweinwanderweg.

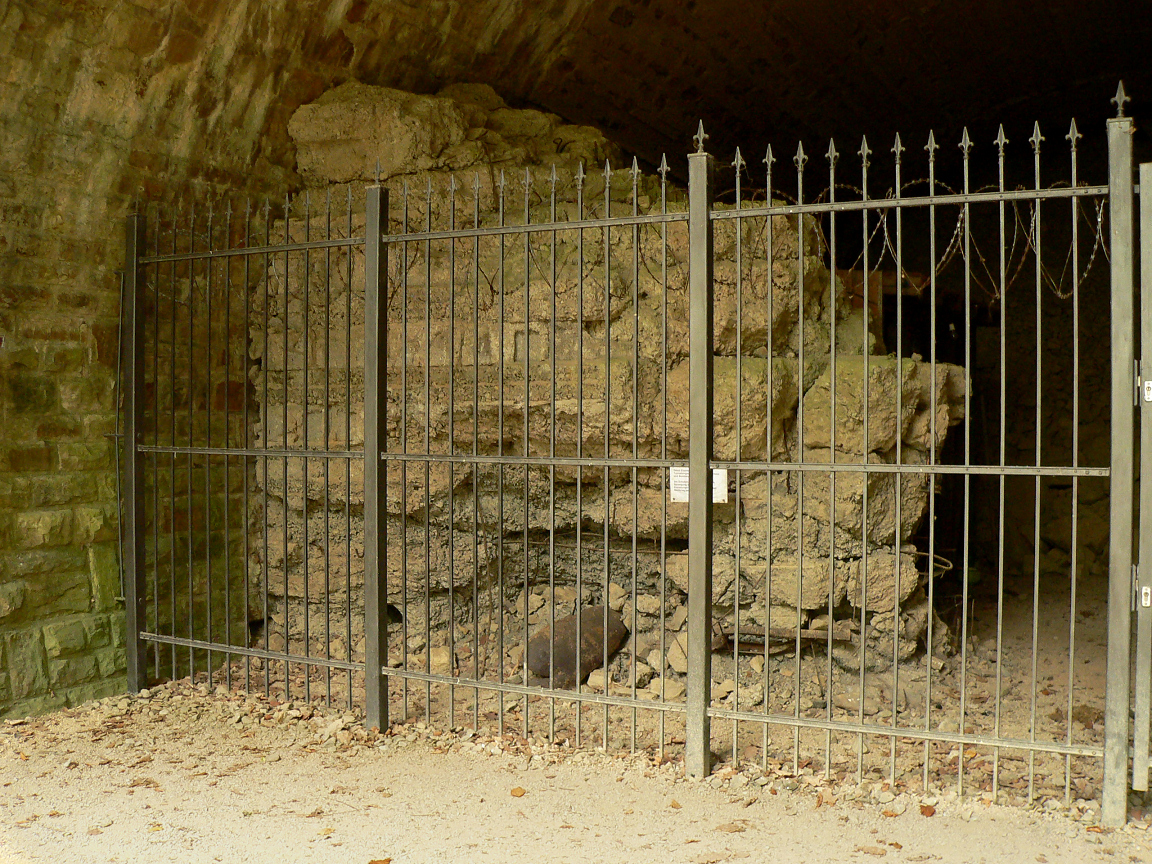
Eisenbetonmauer am Tunneleingang gegen Tieffliegerangriffe
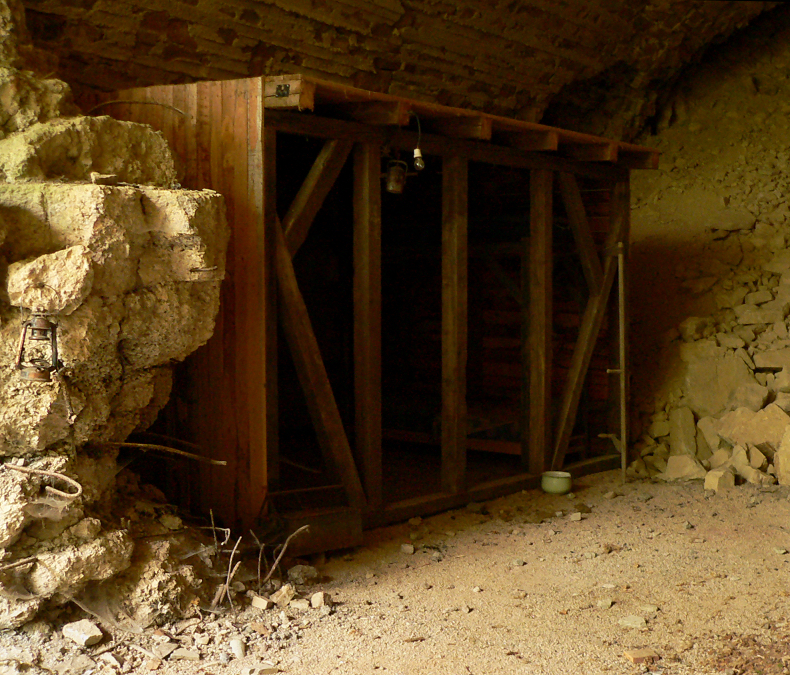
„Büdchen“ der Tunnelbewohner
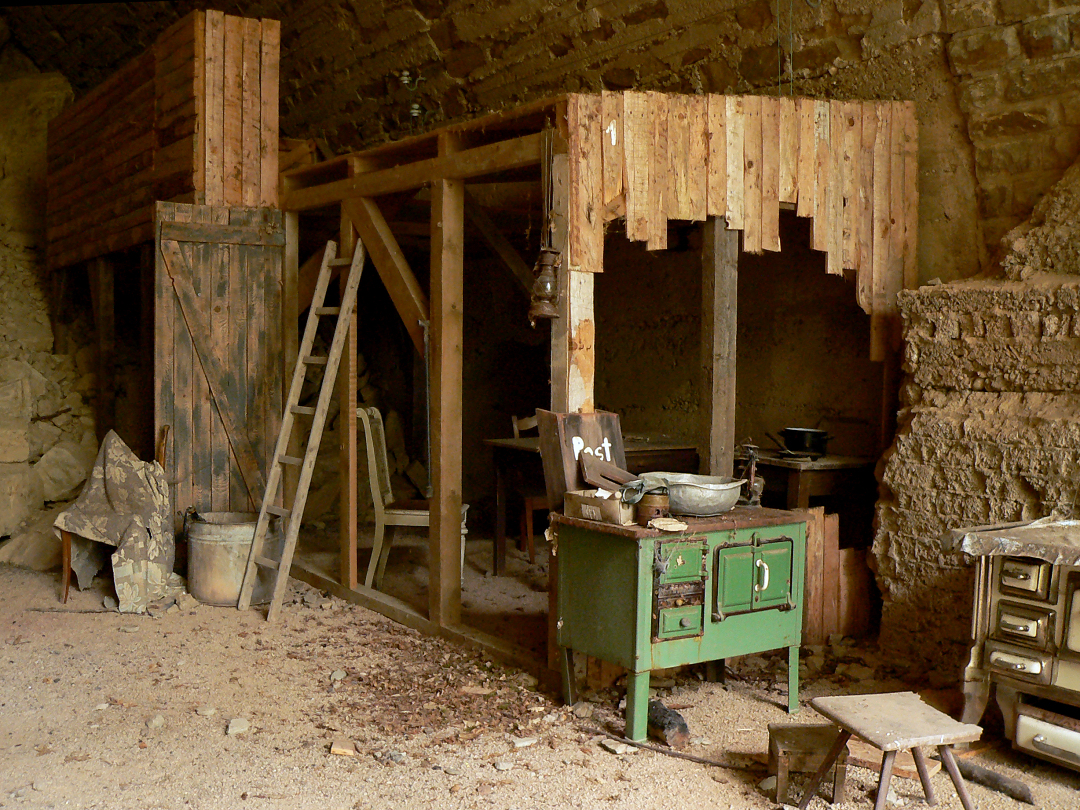
„Büdchen“ mit der Hausnummer 1

## Geschichte
Der 660 Meter lange Silberbergtunnel wurde für die ab 1910 erbaute Eisenbahnstrecke des Strategischen Bahndamms angelegt, ging aber wegen eines Baustopps im Jahr 1923 nie in Betrieb. In den Jahren 1944 und 1945 bot der Tunnel den Bewohnern von Ahrweiler Schutz vor Tiefflieger- und Bombenangriffen. Die Menschen richteten sich dauerhaft in der Tunnelröhre ein und schufen sich darin hölzerne Behausungen, die „Büdchen“ genannt wurden und in denen bis zu 20 Personen lebten. Die Hütten waren mit Hausnummern versehen und es gab ein Postamt. In der Mitte des Tunnels wurde die Adolf-Hitler-Allee für den Verkehr mit Fahrrädern freigehalten. Dadurch entstand eine „Stadt im Berg“, die bis zu 2500 Personen und damit 80 % der Zivilbevölkerung von Ahrweiler aufnahm. Im Jahr 1947 wurde der Tunnel von französischen Pionieren gesprengt.